# Paratrichophaea michiganensis
Paratrichophaea michiganensis är en svampart som tillhör divisionen sporsäcksvampar, och som först beskrevs av Bessie Bernice Kanouse, och fick sitt nu gällande namn av Donald H. Pfister. Paratrichophaea michiganensis ingår i släktet Paratrichophaea, och familjen Pyronemataceae. Arten är reproducerande i Sverige.